# Comuna Cneazevca, Leova
Comuna Cneazevca este o comună din raionul Leova, Republica Moldova. Este formată din satele Cneazevca (sat-reședință) și Cîzlar.

## Demografie
Conform datelor recensământului din 2014, comuna are o populație de 841 de locuitori. La recensământul din 2004 erau 1.131 de locuitori.

## Administrație și politică
Componența Consiliului local Cneazevca (9 consilieri), ales la 5 noiembrie 2023, este următoarea:
|  | Partid                                      | Consilieri | Componență | Componență | Componență | Componență |
|  | ------------------------------------------- | ---------- | ---------- | ---------- | ---------- | ---------- |
|  | Partidul „Renaștere”                        | 4          |            |            |            |            |
|  | Partidul Acțiune și Solidaritate            | 3          |            |            |            |            |
|  | Partidul Comuniștilor din Republica Moldova | 1          |            |            |            |            |
|  | Partidul Social Democrat European           | 1          |            |            |            |            |